# Gastroenteritis vírica

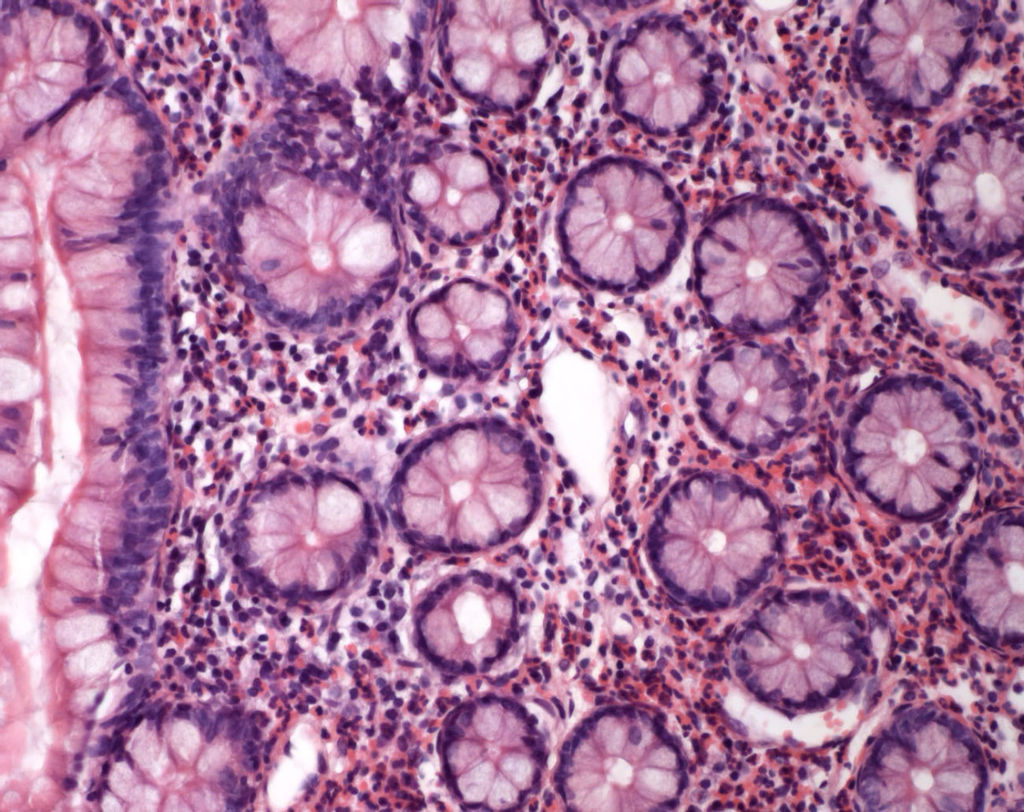

La gastroenteritis vírica, també anomenada grip estomacal, consisteix en la inflamació de l'estómac conjuntament amb el principi de l'intestí prim a causa de diversos virus.
Pot presentar vòmits, diarrea o fins i tot, si hi ha una infecció en el cos de la persona, pot arribar a provocar febre.
La gastroenteritis vírica és la causa més important de diarrea tant en adults com en nens. En els països no desenvolupats d'Àfrica i Àsia provoca entre 3 i 5 milions de morts anuals, i en els industrialitzats entre 500.000 i 1 milió.

## Causes
Hi ha molts tipus de virus que la poden causar, però aquests són els més comuns:
- Un dels més importants és el norovirus, que és molt freqüent en els nens que estan en edat escolar (de P3 a finals de la primària). També es pot contagiar en hospitals, on habitualment hi ha molts virus, i vaixells com creuers, on hi ha molta gent (uns 4000 passatgers) mantenint un gran contacte físic.

- Un altre virus que provoca la gastroenteritis és el rotavirus, que és una de les principals causes de gastroenteritis greu en nens, encara que també pot afectar els adults.

- L'astrovirus també és molt comú.

Les persones que tenen major risc de patir una gastroenteritis són els nens petits i els ancians, ja que són persones que tenen el sistema immunitari molt dèbil. Poden prendre complements vitamínics o aliments rics en vitamina C per produir més defenses.

## Símptomes
Els símptomes acostumen a aparèixer entre les 3 i les 48 hores després del contacte amb el virus. De vegades, es pot estar infectat i que el virus no es manifesti, és a dir, no provoqui cap símptoma, si es té un sistema immunitari molt fort.
Els símptomes més freqüents són els següents:
- Dolors abdominals
- Diarrea
- Nàusees i vòmits
- Dolors estomacals
- Acidesa

Altres símptomes possibles:
- Febre
- Calfreds, suor freda i humida
- Rigidesa articular
- Pèrdua de gana, que pot provocar una gran pèrdua de pes

## Prevenció
És molt difícil evitar el contagi, ja que els virus solen transmetre's de la mateixa manera que un constipat: per les petites partícules despreses involuntàriament en tossir, riure o esternudar. D'aquesta manera, la propagació i contagi és molt ràpid i fàcil.
De totes maneres, hi ha algunes recomanacions a seguir per prevenir un virus estomacal:
- Una de les principals recomanacions és rentar-se les mans. És convenient rentar-se 5 cops al dia abans de cada àpat o després d'estar en llocs públics si s'han tocat objectes on hi ha contacte físic.
- Per altra part, actualment hi ha una vacuna oral, indicada per immunitzar els nens a partir de les sis setmanes d'edat, que prevé la gastroenteritis provocada per una infecció del rotavirus.
- També és important netejar tot tipus d'aliments abans de començar a cuinar. No és recomanable cuinar amb animals a prop, ni sobre superfícies no netejades ni desinfectades.
- Finalment, per les persones que acostumen a tenir les defenses baixes, els metges recomanen alguns complements vitamínics com ara la gelea reial o aliments rics en vitamines. D'aquesta manera, amb uns glòbuls blancs forts s'aconsegueix que el virus no ataqui, encara que sigui present.

## Complicacions
El rotavirus provoca una gastroenteritis greu en nadons i nens petits. Aquest virus pot provocar una gran deshidratació i la mort en algun cas excepcional en nens i ancians.
És recomanable consultar un metge quan la diarrea dura més de 48-72 hores, si es presenta una greu deshidratació o si els símptomes en general duren més de 72 hores. Igualment, si es presenten alguns dels següents símptomes durant 3 dies:
- Diarrea amb sang
- Confusió al parlar
- Vertigen
- Boca resseca
- Sensació de desmai
- Nàusees
- Pèrdua d'orina durant més de 8 hores
- Ulls inflats
- Cansament

## Tractament
Per evitar la deshidratació és important prendre líquids basats en aliments com l'arròs, les sopes de pastanaga, de llenties o de patata. També sucs de fruites fresques, l'aigua de coco i infusions suaus. En definitiva, tot el que faci aturar una diarrea i eliminar la sensació molesta de les nàusees. Fins i tot l'aigua sola, presa a petits xarrups amb ajuda d'una canyeta, pot ser beneficiosa.
A més, un dels líquids més efectius és el "sèrum oral" o begudes d'esportistes com l'Aquarius o el Powerade, ja que porten prou sucre i minerals per recuperar els que s'han eliminat anteriorment.
En la dieta, s'han de retirar absolutament els lactis i els seus derivats durant uns dies fins a acabar d'eliminar el virus.
Després, progressivament, es poden anar menjant aliments tous fàcils de digerir, com ara peix blanc, arròs, pastanaga bullida, sopes de carn o truita a la francesa.
S'han d'evitar els àcids (com el suc de taronja) o líquids que portin cafeïna (com el cafè o la Coca-Cola).
Es podrà començar a fer vida normal i menjar de nou els aliments habituals als 3 dies aproximadament, quan hagin desaparegut del tot els símptomes de la malaltia.